# Felosa-indochinesa
Felosa-indochinesa (Phylloscopus reguloides) é uma espécie de ave da família Phylloscopidae. Pode ser encontrada nos seguintes países: Butão, Camboja, China, Índia, Laos, Myanmar, Nepal, Tailândia e Vietname. Os seus habitats naturais são: regiões subtropicais ou tropicais húmidas de alta altitude.